# Exorista boscorum
Exorista boscorum là một loài ruồi trong họ Tachinidae.